# 720
| [ Edytuj tabelę ]          |                                                                 |
| Król Asturii               | - 718 Pelayo 737                                                |
| Cesarz Bizancjum           | - 717 Leon III Izauryjczyk 741                                  |
| Chan Bułgarii              | - 701 Terweł 721                                                |
| Cesarz Chin                | - 712 Tang Xuanzong 756                                         |
| Król Essexu                | - 709 Saelred 746                                               |
| Król Franków               | - 715 Chilperyk II 721 - 720 Teuderyk IV 737                    |
| Cesarz Japonii             | - 715 Genshō 724                                                |
| Kalif                      | - 717 Umar ibn Abd al-Aziz 720 - 720 Jazid ibn Abd al-Malik 724 |
| Król Kentu                 | - 692 Wihtred 725                                               |
| Patriarcha Konstantynopola | - 715 German I 730                                              |
| Król Longobardów           | - 712 Liutprand 744                                             |
| Król Mercji                | - 716 Aethelbald 757                                            |
| Król Nortumbrii            | - 718 Osric 729                                                 |
| Papież                     | - 715 Grzegorz II 731                                           |
| Doża Wenecji               | - 717 Marcello Tegalliano 726                                   |
| Król Wessexu               | - 688 Ine 726                                                   |
| Król Wizygotów             | - 714 Ardo 721                                                  |

Rok 720 / DCCXX
stulecia: VII wiek ~
VIII wiek ~
IX wiek

lata: 710 «
715 «
716 «
717 «
718 «
719 «
720
» 721
» 722
» 723
» 724
» 725
» 730

## Wydarzenia
- Europa
  - Hawelanie zasiedlili tereny wokół rzek Haweli i Sprewy (data sporna lub przybliżona)

## Urodzili się
- Papież Stefan III (IV) (zm. 772)
- Baizhang Huaihai – chiński mistrz chan (zm. 814)

## Zmarli
- 13 grudnia – Św. Otylia, czczona jako patronka ociemniałych